# Hylaeus affinis
Hylaeus affinis är en solitär biart som först beskrevs av Smith 1853. Den ingår i släktet citronbin och familjen korttungebin. Inga underarter finns listade i Catalogue of Life.

## Beskrivning
Ett påtagligt litet citronbi, med en kroppslängd på 5 till 6 mm och en i huvudsak svart kropp. Huvudet har som hos de flesta citronbin en gul mask, som hos hanen täcker större delen av ansiktet under antennfästena och mellan ögonen. Hos honan är masken begränsad till två triangulära områden vid sidan av ögonen. Antennerna är brunsvarta i spetsen, ljusare (bruna till brunröda) nedanför.

## Ekologi
Arten är i hög grad polylektisk, den flyger till många olika växter, speciellt tillhörande familjer som korgblommiga växter, ärtväxter, kransblommiga växter, flockblommiga växter och rosväxter, men också till oleanderväxter, korsblommiga växter, flenörtsväxter, tamariskväxter, balsaminväxter, kornellväxter, ljungväxter, liljeväxter, ranunkelväxter och brakvedsväxter. Flygtiden varar från april till oktober.

## Utbredning
Utbredningsområdet omfattade tidigare Kanada och östra USA från New England västerut till Minnesota och söderut till Mississippi och Georgia, men det har numera utökats från norra Alberta i Kanada sydöst via British Columbia, Oregon och Utah till New Mexico och Texas